# أدريان لونجو
أدريان لونجو (بالرومانية: Adrian Lungu)‏ هو لاعب اتحاد الرغبي روماني، ولد في 5 سبتمبر 1960 في Năvodari ‏ في رومانيا.

## وصلات خارجية
- أدريان لونجو عل موقع إسبنسكروم (الإنجليزية)
- أدريان لونجو على موقع ItsRugby.co.uk (الإنجليزية)